# 比安弗尼角
66°43′S 140°31′E / 66.717°S 140.517°E
比安弗尼角是南極洲的海岬，位於阿黛利地，是皮內灣的入口處東部，美國海軍在1946至1947年拍攝空中照片，由法國探險隊被繪入地圖，現時由南極條約體系管理。